# 絲枝海馬屬
絲枝海馬屬，為輻鰭魚綱棘背魚目海龍科的其中一屬。

## 下属物种
- 克麗絲枝海馬（Stipecampus cristatus）